# Рентерия, Жакелине
Жакели́не Рентери́я Касти́льо (исп. Jackeline Rentería Castillo; род. 23 февраля 1986, Кали, Колумбия) — колумбийская спортсменка, борец вольного стиля, двукратная бронзовая призёрка Олимпийских игр 2008, 2012 годов, бронзовый призёр чемпионата мира 2017 года.

## Карьера
Тренировалась под руководством российского специалиста Эседуллаха Шахмарданова.
В 2012 году на олимпийских играх в Лондоне выступала в весовой категорий 55 кг. В 1/8 финале победила северокореянку Хам Кум-ок. В 1/4 финале победила эквадорку Лиссет Антес, но в полуфинале уступила канадке Тоне Вербик. В борьбе за бронзу победила украинку Татьяну Лазареву.
На олимпийских играх в Рио де Жанейро в четвертьфинале уступила представительнице азербайджана Юлие Раткевич.